# 南方菜豆花叶病病毒科
南方菜豆花叶病病毒科（学名：Solemoviridae）是南方菜豆花叶病病毒目下的一个科。

## 下属分类
本科包括以下属：
- Enamovirus
- Polemovirus
- Polerovirus
- 南方菜豆花叶病病毒属 Sobemovirus